# Catherine Malabou
Catherine Malabou, née le 18 juin 1959 à Sidi Bel Abbès en Algérie, est une philosophe féministe française. Ses travaux portent sur Hegel, Freud, Heidegger et Derrida. Elle s'intéresse à la relation entre philosophie, neurosciences et psychanalyse, ainsi qu'aux concepts d'essence et de différence au sein du féminisme.
Dans les années 2020, elle revient sur les relations entre anarchisme et philosophie dans la pensée politique contemporaine et relit Pierre-Joseph Proudhon, notamment sur la question des privilèges liés à l'héritage.

## Biographie

### Formation
Catherine Malabou fait partie de la promotion 1979, de l'École normale supérieure de Fontenay-aux-Roses. Spécialiste de philosophie contemporaine française et allemande, elle consacre sa thèse de doctorat à Hegel, entreprise sous la direction de Jacques Derrida et soutenue en 1994. Cette thèse est publiée sous le titre L'Avenir de Hegel, Plasticité, temporalité, dialectique, en 1995.

### Carrière
Catherine Malabou a fait partie de la « Commission de Philosophie et d'Épistémologie », créée en 1988 par le Ministère de l'Éducation nationale dans le cadre de la « Commission de Réflexion sur les contenus de l'enseignement » et chargée de réfléchir sur les contenus et les méthodes de l'enseignement de la philosophie au lycée et à l'université. Cette commission pour la philosophie a été présidée par Jacques Derrida et Jacques Bouveresse, elle a produit le rapport qui porte leurs noms en 1989.
De 1995 à 2011, elle est maître de conférences à l'Université Paris Ouest Nanterre La Défense. Elle est ensuite nommée professeure au Center for Modern European Philosophy de l'Université de Kingston, au Royaume-Uni.
Depuis 2017, elle est également professeure en littérature comparée et European Languages and Studies à l'université de Californie à Irvine. Elle partage son enseignement entre les deux institutions. Elle enseigne également l'été comme professeure à l'European Graduate School à Saas-Fee.

### Vie privée
Catherine Malabou a été mariée avec Bernard Stiegler, avant de divorcer,.

## Travaux
Avec Jacques Derrida, elle signe un ouvrage intitulé La Contre-allée, en 1999. Elle se démarque ensuite clairement de la tradition de la déconstruction lorsqu'elle découvre l'importance du concept de plasticité dans les neurosciences. Cette nouvelle orientation de pensée donne lieu à deux livres, Que Faire de notre cerveau ?, en 2004, et Les Nouveaux Blessés, de Freud à la neurologie, penser les traumatismes contemporains, en 2007. Elle consacre en 2006 un livre à Heidegger et à l'idée d'une « ontologie plastique ». Elle travaille également sur le thème « féminisme et politique » dans Changer de différence, en 2009. Dans Avant demain. Épigenèse et rationalité, livre publié en 2014, elle approfondit le lien entre philosophie, neurosciences et biologie à travers une relecture de Kant et une discussion avec le réalisme spéculatif.
En 2020, elle publie Le Plaisir effacé. Clitoris et pensée. Dans cet ouvrage, elle souligne que méconnaissance et ignorance demeurent sur le clitoris. Pour preuve, il n'est présent dans les manuels scolaires français que depuis 2019.
En 2022 paraît Au voleur ! Anarchisme et philosophie, ouvrage dans lequel elle étudie la position de six philosophes Reiner Schürmann, Emmanuel Levinas, Jacques Derrida, Michel Foucault, Giorgio Agamben et Jacques Rancière sur les concepts d'anarchie. Aucun de ces philosophes ne s'est déclaré anarchiste. Pourtant tous, se sont intéressés à la critique de la domination et de la logique de gouvernement,.

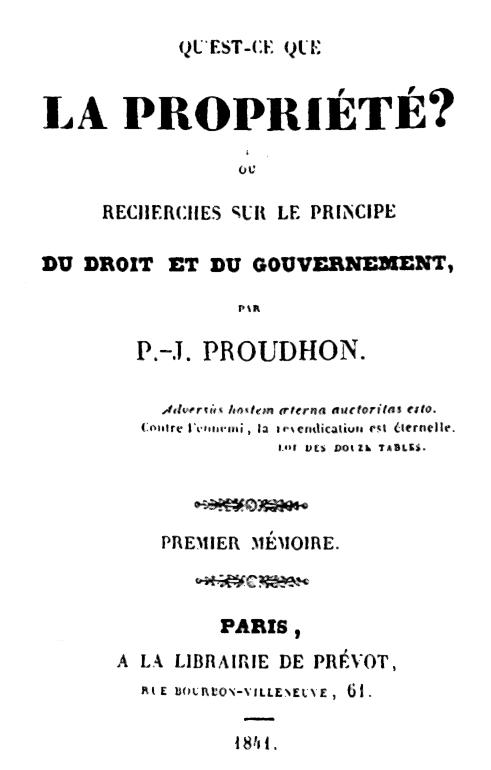
Qu'est-ce que la propriété ?, Pierre-Joseph Proudhon, 1840.

En 2024, elle publie Il n'y a pas eu de révolution : Réflexions anarchistes sur la propriété et la condition servile en France où, en proposant une relecture moderne de l'ouvrage Qu'est-ce que la propriété ?(1840) du philosophe Pierre-Joseph Proudhon (La propriété, c'est le vol !), elle soutient que « l’exclusion persistante de la capacité à transmettre a reconduit le privilège de l’héritage »,.

## Publications

### Ouvrages
- L'Avenir de Hegel. Plasticité, temporalité, dialectique, Paris, J. Vrin, coll. « Bibliothèque d'histoire de la philosophie », 1994  (ISBN 2-7116-1284-8)[14]
- La Contre-allée, avec Jacques Derrida, Paris, La Quinzaine littéraire - L. Vuitton, diffusion Harmonia mundi, coll. « Voyager avec », 1999  (ISBN 2-910491-08-0)[15]
- Plasticité (dir.), Paris, Léo Scheer, 2000  (ISBN 2-914172-06-0)
- Le Change Heidegger. Du fantastique en philosophie, Paris, Léo Scheer, « Non & non », 2004  (ISBN 2-915280-19-3)[16]
- La Plasticité au soir de l'écriture. Dialectique, destruction, déconstruction, Paris, Léo Scheer, « Variations », 2004  (ISBN 2-915280-63-0)[17]
- Que faire de notre cerveau ? Paris, Bayard, coll. « Le temps d'une question », 2004  (ISBN 2-227-47305-3)[18] ; rééd. 2011
- Les Nouveaux Blessés. De Freud à la neurologie, penser les traumatismes contemporains, Paris, Bayard, 2007  (ISBN 978-2-227-47475-8)[19]
- Ontologie de l'accident, Paris, Léo Scheer, coll. « Variations », 2009  (ISBN 978-2-7561-0160-6)[20]
- La Chambre du milieu. De Hegel aux neurosciences, Paris, coll. « Le Bel Aujourd'hui », Éditions Hermann, 2009  (ISBN 9782705667795)
- Changer de différence, Paris, Galilée, 2009  (ISBN 9782718608020)[21]
- La Grande Exclusion, avec Xavier Emmanuelli, Paris, Bayard, 2009  (ISBN 978-2-227-47915-9)
- Sois mon corps, avec Judith Butler, Paris, Bayard, 2010  (ISBN 978-2227481442)[22]
- Self And Emotional Life, Philosophy, Psychoanalysis, And Neuroscience, avec Adrian Johnston, New York, Columbia University Press, 2013
- Avant demain. Épigenèse et rationalité, Paris, PUF, 2014  (ISBN 978-2130630456)[23]
- Métamorphoses de l‘intelligence, Paris, PUF, 2018  (ISBN 9782130799016)[24]
- Le temps, Paris, Hatier, 2019  (ISBN 978-2218716782)
- Le Plaisir effacé. Clitoris et Pensée, Paris, Payot & Rivages, 2020  (ISBN 978-2743651459)
- Au voleur ! Anarchisme et philosophie, Paris, PUF, 2022 (ISBN 9782130825449)[25],[26]
- Il n'y a pas eu de révolution : Réflexions anarchistes sur la propriété et la condition servile en France., Paris, Rivages, 320 p., mars 2024  (ISBN 9782743662448)[27].

### Préface
- Collectif, Les Juristes anarchistes - Vers de nouvelles utopies concrètes, préfacière, 213 p., Éditions Classiques Garnier, Série Science politique n°11, novembre 2024, présentation éditeur.

### Articles et chapitres d’ouvrages (sélection)
- « L’imprenable en question ou se prendre à mourir », Études françaises, vol. 38, nos 1-2,‎ 2002, p. 135-144 (lire en ligne).
- « De la transparence cérébrale comme éclipse du temps », Le Genre humain, vol. 49, no 1,‎ 2010, p. 23-34 (lire en ligne)
- « Souffrance cérébrale, souffrance psychique et plasticité », Études, vol. 414, no 4,‎ 2011, p. 487-498 (lire en ligne).
- « Où va le matérialisme ? Althusser/Darwin », Lignes, vol. 51, no 3,‎ 2016, p. 36-51 (lire en ligne).

### Traductions
- Prothèse 1, Hamilton, 1970 - Berchtesgaden, 1929, David Wills, traduit de l'anglais par l'auteur avec la collaboration de Catherine Malabou, Paris, Éditions Galilée, coll. « La philosophie en effet », 1997  (ISBN 2-7186-0488-3)